# Idaea perochriaria
Idaea perochriaria là một loài bướm đêm trong họ Geometridae.